# Rue Franz-Schubert (Toulouse)
Pour les articles homonymes, voir Rue Franz-Schubert.
La rue Franz-Schubert est une voie de Toulouse, chef-lieu de la région Occitanie, dans le Midi de la France.

## Situation et accès

### Description
La rue Franz-Schubert est une voie publique. Elle traverse le quartier des Sept-Deniers, dans le secteur 3 - Nord. Longue de 522 mètres, relativement rectiligne et d'une largeur régulière de 12 mètres, elle naît de la route de Blagnac, presque au niveau du port de l'Embouchure et de la sortie de l'échangeur no 30 du périphérique. Elle donne naissance à la rue des Troènes, puis elle est traversée perpendiculairement par la rue Giacomo-Puccini. Elle se termine au carrefour de la rue Jean-Gayral, mais elle est prolongée au nord par le chemin des Sept-Deniers et, au-delà de l'autoroute A621, par la rue Louis-Bonin et la rue Marie-Laurencin, qui rejoint le chemin de Fenouillet.
La chaussée compte une voie de circulation automobile à sens unique entre la route de Blagnac et la rue des Troènes, puis deux voies dans chaque sens de circulation jusqu'à la rue Jean-Gayral. Elle est définie comme une zone 30 et la vitesse y est limitée à 30 km/h. Il n'existe une bande cyclable pour les cyclistes à contre-sens que sur la première partie de la rue Franz-Schubert, entre la route de Blagnac et la rue des Troènes.

### Voies rencontrées
La rue Franz-Schubert rencontre les voies suivantes, dans l'ordre des numéros croissants (« g » indique que la rue se situe à gauche, « d » à droite) :
1. Route de Blagnac
2. Rue des Troènes (d)
3. Rue Giacomo-Puccini
4. Rue Jean-Gayral

### Transports
Le chemin des Sept-Deniers n'est pas directement desservi par les transports en commun Tisséo. Il est cependant parallèle à la route de Blagnac, parcourue par les lignes du Linéo L1 et de bus 70.
Les stations de vélos en libre-service VélôToulouse les plus proches sont les stations no 131 (15 rue Paul-Bernies) et no 219 (35 rue Giacomo-Puccini).

## Odonymie

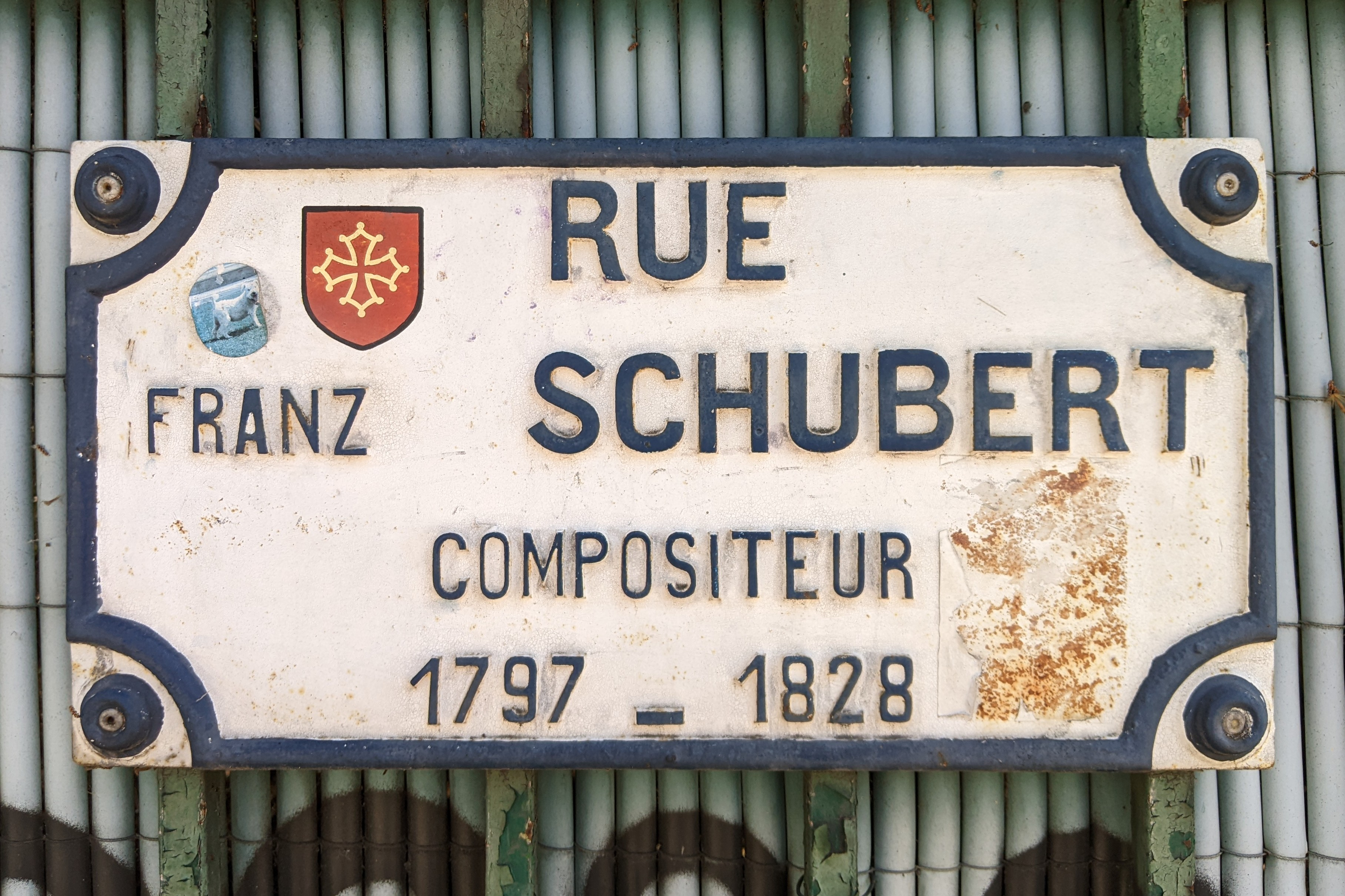
Plaque de rue.

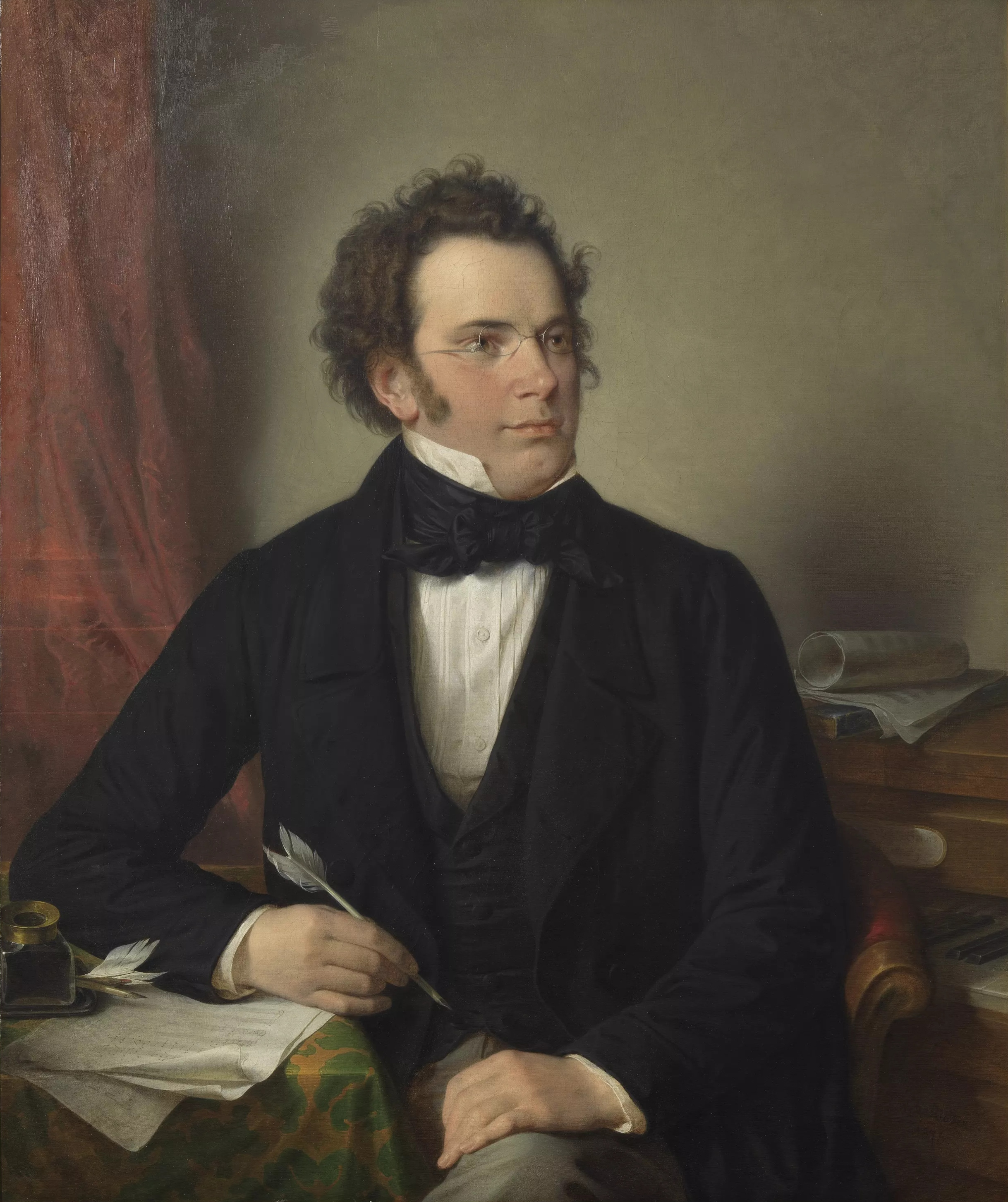
Franz Schubert, par Wilhelm August Rieder (1875, musée de Vienne).

La rue est nommée en hommage à Franz Schubert (1797-1828), compositeur autrichien représentatif de l'école romantique viennoise. Le nom lui a été donné en février 1937, alors que la municipalité d'Antoine Ellen-Prévot attribuait à plusieurs rues du quartier des Sept-Deniers le nom de compositeurs européens, dont la rue Giacomo-Puccini et la rue Gioacchino-Rossini (actuelle rue Jean-Gayral). Elle avait jusque là porté le nom de chemin des Sept-Deniers, comme la voie qui la prolonge plus au nord.